# داني راي ميتشيل
داني راي ميتشيل (بالإنجليزية: Danny Ray Mitchell)‏ هو شخصية أعمال وسياسي أمريكي، ولد في 23 أغسطس 1943، وتوفي في 2 مايو 2013. انتخب عضو مجلس نواب لويزيانا.